# Хяники
Хя́ники (фин. Hännikäinen, Hännikiäsenmäki) — упразднённая в 1971 году деревня на территории Колтушского городского поселения Всеволожского района Ленинградской области, часть современной деревни Разметелево.

## История
Деревня упоминается в церковных регистрационных книгах Колтушского лютеранского прихода начиная с 1745 года.
Обозначена по смежеству и севернее деревни Размилетева как селение Гяники на карте прапорщика Н. Соколова, как селение Хейнки на «Карте окружности Петербурга» А. М. Вильбрехта, и как «Heynho» на «Карте окрестностей Петербурга», того же А. М. Вильбрехта (все карты за 1792 год).
Как деревня Гяники упоминается на «карте окружности Санкт-Петербурга» 1810 года.
Первоначально принадлежала, как и многие окрестные деревни, ротмистру Александру Чоглокову.

ХЯННИКА — деревня принадлежит ротмистру Александру Чоглокову, жителей по ревизии 18 м. п., 20 ж. п. (1838 год)

На этнографической карте Санкт-Петербургской губернии П. И. Кёппена 1849 года она обозначена как деревня «Hännikäisenmäki», расположенная в ареале расселения савакотов. В пояснительном тексте к этнографической карте указано количество её жителей на 1848 год: савакотов — 18 м. п., 25 ж. п., финляндских карелов — 8 м. п., 3 ж. п., всего 54 человека.

ХЯНИКА — деревня г. Чоглокова, по просёлкам, 6 дворов, 17 душ м. п. (1856 год)

Число жителей деревни по X-ой ревизии 1857 года: 21 м. п., 26 ж. п..
На Плане генерального межевания Шлиссельбургского уезда, упоминается как деревня Хяники.

ХОМЯКИ (ХЯНИКИ) — деревня владельческая, при колодцах; 7 дворов, жителей 21 м. п., 26 ж. п. (1862 год)

Согласно подворной переписи 1882 года в деревне проживали 13 семей, число жителей: 27 м. п., 26 ж. п., все лютеране, разряд крестьян — собственники, а также пришлого населения 12 семей, в них: 22 м. п., 22 ж. п., лютеране: 21 м. п., 22 ж. п..

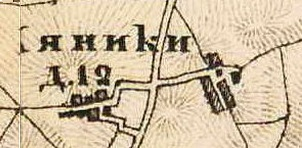
План деревни Хяники. 1885 год

Согласно карте 1885 года деревня насчитывала 12 дворов. По данным Материалов по статистике народного хозяйства в Шлиссельбургском уезде 1885 года, 6 крестьянских дворов в деревне (или 46 % всех дворов), занимались молочным животноводством, 2 крестьянских двора (или 15 % всех дворов), выращивали на продажу смородину, малину и яблоки.
В 1893 году, согласно карте Шлиссельбургского уезда, деревня Хяники насчитывала 11 крестьянских дворов.

ХЯННИКИ (РЫЖИКИ) — деревня на земле Канистского сельского общества, при проселочной дороге 16 дворов, 30 м. п., 43 ж. п., всего 73 чел. (1896 год)

В конце XIX — начале XX века деревня административно относилась к Колтушской волости 2-го стана Шлиссельбургского уезда Санкт-Петербургской губернии. Население деревни было однородным — финским.
В 1909 году в деревне было 11 дворов.

ХЯНИКИ — деревня Мягловского сельсовета Ленинской волости, 18 хозяйств, 87 душ.

Из них: русских — 1 хозяйство, 1 душа; финнов-ингерманландцев — 15 хозяйств, 76 душ; финнов-суоми — 2 хозяйства, 10 душ; (1926 год)

По административным данным 1933 года деревня Хяники относилась к Новопустошскому финскому национальному сельсовету.

ХЯННИКИ — деревня Ново-Пустошского сельсовета, 117 чел. (1939 год)

План деревни Хяники. 1939 год

В 1940 году деревня насчитывала 19 дворов, население деревни также составляло 117 человек.
До 1942 года — место компактного проживания ингерманландских финнов.
Решением Исполнительного комитета Ленинградского областного Совета № 25 от 25 января 1971 года деревни Хяники и Разметелево были объединены в один населённый пункт с наименованием деревня Разметелево.

## География
Располагалается на Колтушской возвышенности в северной части деревни Разметелево.

## Административное подчинение
- с 1 марта 1917 года — в Розмителевском сельсовете Колтушской волости Шлиссельбургского уезда.
- с 1 февраля 1923 года — в Розмителевском сельсовете Ленинской волости Ленинградского уезда.
- с 1 февраля 1924 года — в Мягловском сельсовете.
- с 1 августа 1927 года — в Мягловском сельсовете Ленинского района Ленинградского округа.
- с 1 июля 1930 года — в Мягловском сельсовете Ленинградского Пригородного района.
- с 1 августа 1931 года — в Ново-Пустошском сельсовете.
- с 1 августа 1936 года — в Ново-Пустошском сельсовете Всеволожского района.
- с 1 июня 1954 года — в Колтушском сельсовете[26].

## Фото

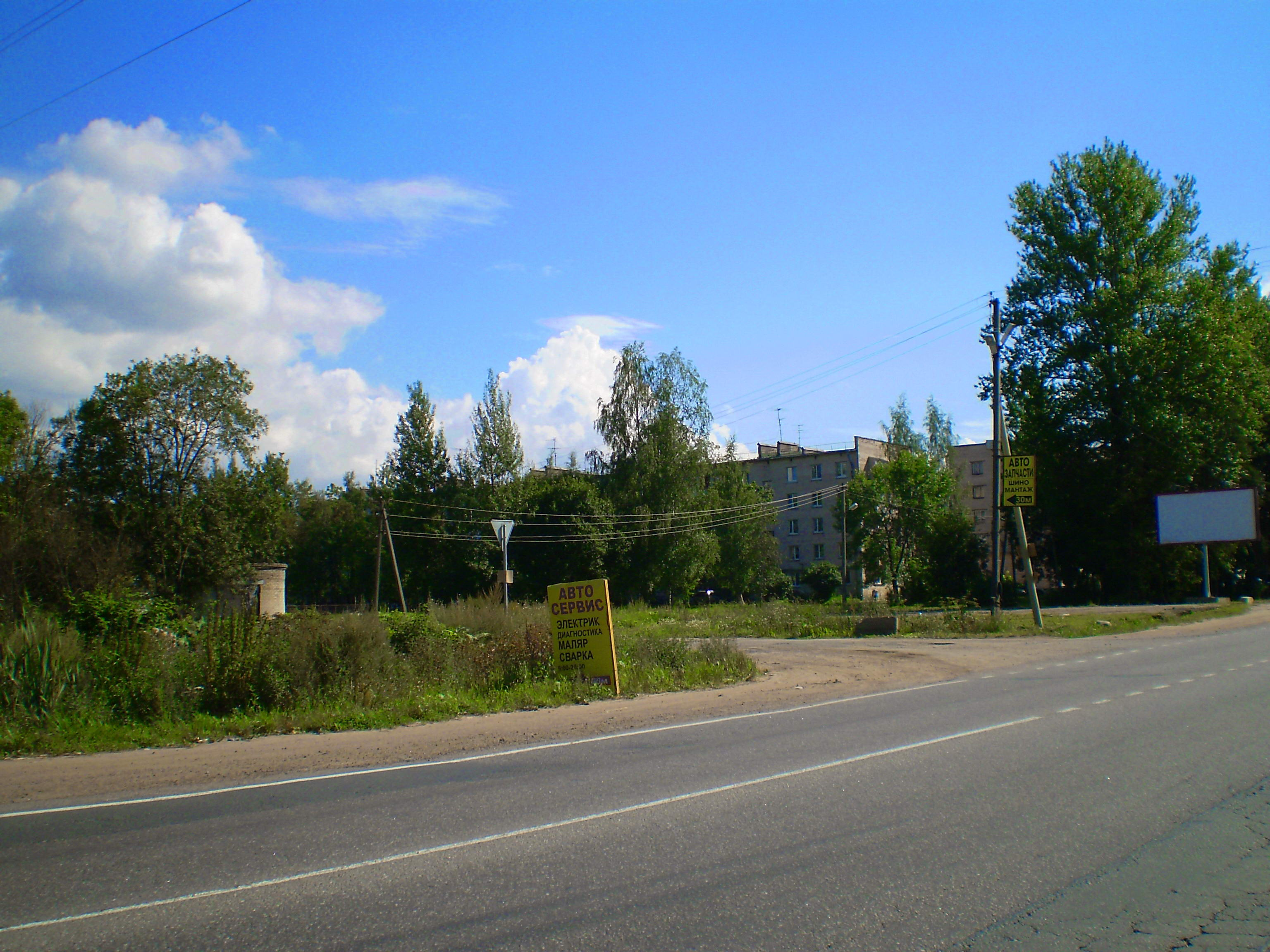
Разметелево, поворот на Хяники. 2012 год